# Campionati francesi di sci alpino 1964
I Campionati francesi di sci alpino 1964 si disputarono a Méribel; furono assegnati i titoli di slalom gigante e slalom speciale, sia maschili sia femminili, e di combinata maschile: le discese libere e la combinata femminile furono cancellate.

## Risultati
| Specialità      | Uomini            | Donne               |
| --------------- | ----------------- | ------------------- |
| Discesa libera  | cancellata        | cancellata          |
| Slalom gigante  | Jean-Claude Killy | Annie Famose        |
| Slalom speciale | Jean-Claude Killy | Christine Goitschel |
| Combinata       | Jean-Claude Killy | cancellata          |